# Ateliers de Construction Mécanique Mom
Ateliers de Construction Mécanique Mom war ein französischer Hersteller von Automobilen und Bootsmotoren.

## Unternehmensgeschichte
Das Unternehmen aus Paris begann 1906 mit der Produktion von Automobilen und Bootsmotoren. Der Markenname lautete Mom. 1907 endete die Produktion.

## Fahrzeuge
Im Angebot standen zwei Modelle. Der kleinere 6 CV verfügte über einen Einzylindermotor. Im 10/12 CV sorgte ein Vierzylindermotor für den Antrieb. Außerdem waren auf Bestellung auch Modelle mit Motoren mit 20 PS bis 120 PS lieferbar, die mit Bootsmotoren aus eigener Fertigung ausgestattet werden sollten; es ist allerdings unklar, ob diese Modelle tatsächlich produziert wurden.